# 国際観光年

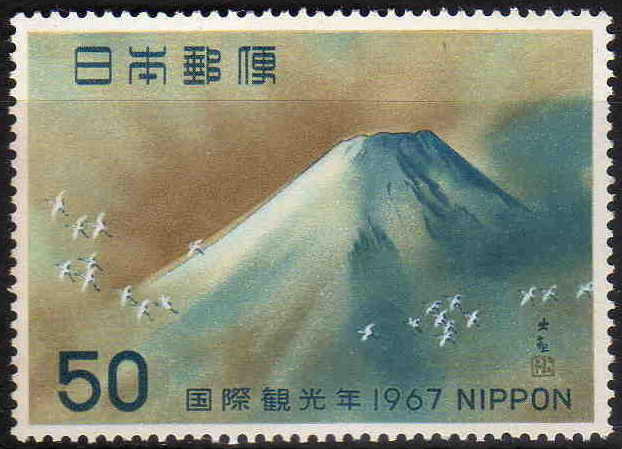
国際観光年記念切手として1967年に発行された『富嶽飛翔』（横山大観作）

国際観光年（こくさいかんこうねん、英: International Tourist Year）とは、国際連合が加盟国及び関係機関・団体に対し、教育、文化、経済、社会分野での有用性を視野に入れた観光振興に関する国際協力の必要性を訴えた国際年（1967年）。スローガンは「観光は平和へのパスポート（Tourism;Passport to Peace）」。

## 国連決議
1965年10月、官設観光機関国際同盟（International Union of Official Travel Organizations、IUOTO）第19回総会で1967年を国際観光年とするよう決議が行われた。1966年3月7日には国連経済社会理事会で1967年を国際観光年に指定するよう勧告する決議1108が採択された。これを受けて1966年11月4日、国連総会決議2148により1967年が国際観光年に指定された。
決議では国際観光について、異文化・文明への共感、評価が民族間の理解を促進し、世界平和の伸張に寄与するものとしている。